# Вагон метро 81-7036/7037
Вагони метро 81-7036/7037 — розроблені на початку XXI століття на ВАТ «Крюківський вагонобудівний завод» (м. Кременчук, Україна).

## Історія створення
На початку 2000-х років було піднято питання про розробку більш сучасного і технічно досконалого метропоїздів, що вже експлуатувалися в Київському метрополітені вагони серії 81-717/714. У результаті в 2000 р. був створений електропоїзд «Славутич», але його серійне виробництво налагоджено не було і Київський метрополітен продовжував закупівлі застарілих вагонів з реостатно-контактною системою керування.
Крюківський вагонобудівний завод взявся за створення потяга з асинхронними двигунами ще в 2009 р., коли на лінію тільки-тільки вийшов перший дослідний вітчизняний метропотяг, а постачання серійних вагонів ще тільки обговорювалися.
У 2010 році на Крюківському вагонобудівному заводі, були побудовані 2 експериментальні поїзди з асинхронним тяговим приводом і транзисторною системою управління. Один потяг прибув до Києва, в листопаді 2010 року, для участі у виставці присвяченій ювілею Київського метрополітену. Виставка проходила в ТЧ-3. Після закінчення — потяг пішов назад на завод-виготовлювач. У грудні 2010 потяг повернувся в ТЧ-3 де знаходиться до цього дня. В серпні 2011 року завершилось будівництва ще 2-х вагонів і 23 грудня вони прибули до Києва, де вони мають бути включені в склад потяга, що вже стоїть в ТЧ-3. З серпня 2015 року інший потяг експлуатується на Салтівській лінії Харківського метрополітену.

## Особливості
Зовні вагон асинхронника відрізняється від звичайного серійного складу мало. Різниця тільки в перших цифрах номерів і вікнах. Новим вагонах була присвоєна серія 81-7036 (головний вагон) і 81-7037 (проміжний). Поки в наявності тільки 5 вагонів з яких сформують 1 повноцінний потяг.
В новому потязі змінилося підвагонне обладнання, воно більш впорядковане, акуратно прилаштоване. За колісною парою підвішений тяговий двигун іноземного виробництва. Взагалі використовується чимало іноземного обладнання. Всі наявні зараз вагони моторні. Чи будуть причіпні  — поки невідомо. Нагадаємо, що за рахунок більш високого ККД асинхронних двигунів, один (а іноді і два) вагона в такому складі можна робити безмоторними. Зокрема, така конфігурація прийнята на «Славутичі»
Автозчеплення між вагонами зникло, залишилося просте зчеплення. Зникла і звична електроконтактна коробка, через яку відбувалося підключення електричних ланцюгів різних вагонів. Всі кабелі тепер будуть підключатися через спеціальні роз'єми на торцях вагонів.
На пульті керування з'явився бортовий комп'ютер. Як і на «Славутичі» сюди буде приходити інформація відразу з усіх вагонів складу.
У салоні вагонів кардинально нічого не змінилося, однак дещо змінена була кватирка для вентиляції. Вона виконана зсувною, а не відкидною, як в вагонах типу 81-7021/7022.
У порівнянні зі звичними двигунами постійного струму, асинхронні двигуни мають вищий ККД, меншу масу, менший знос і їх використання за кордоном вже є нормою.

## Галерея

Поїзд у Києві
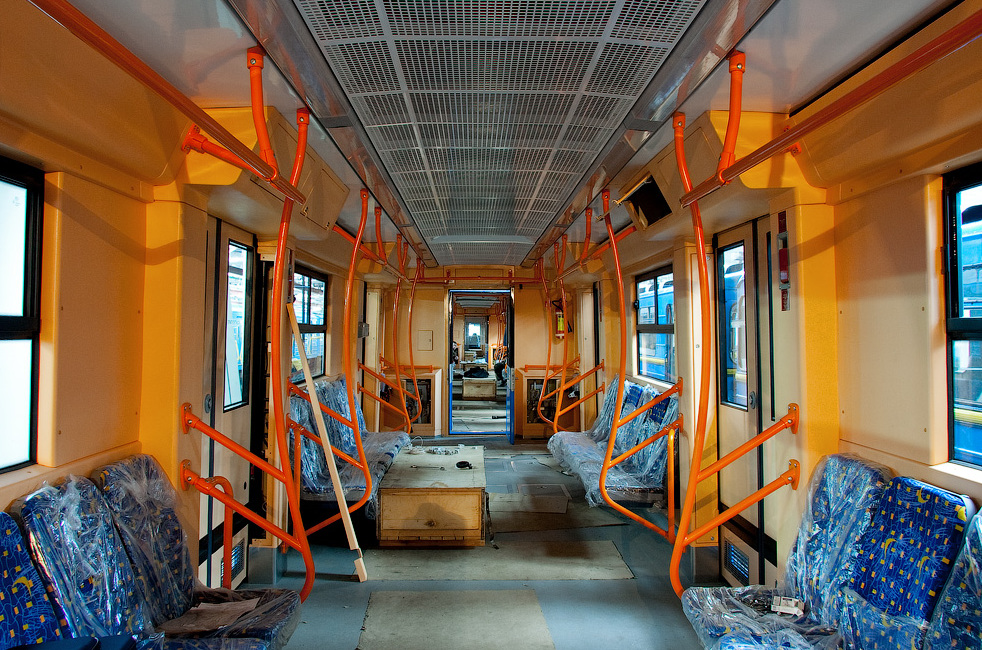
Внутрішній інтер'єр вагону
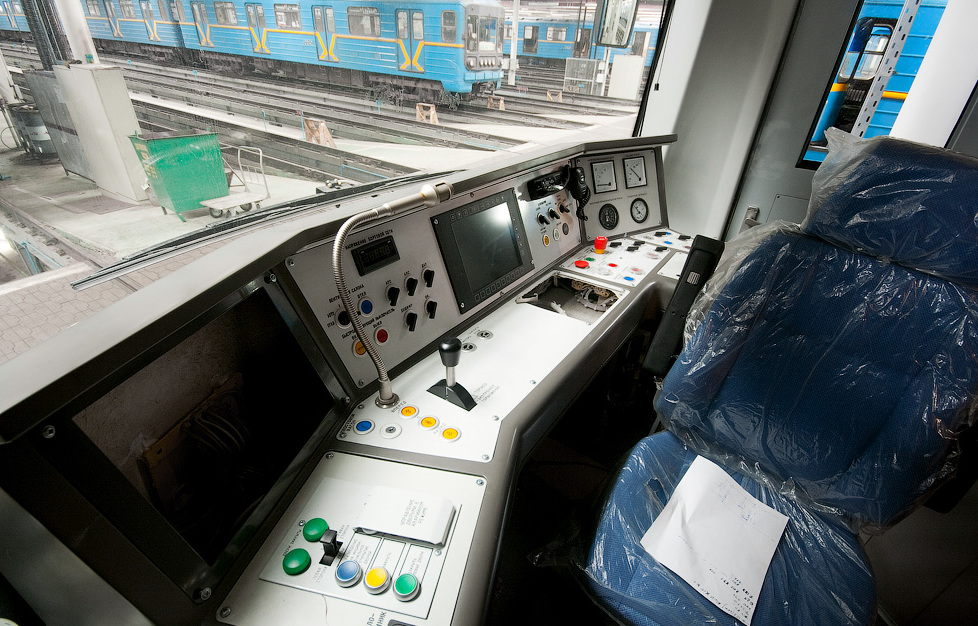
Кабіна машиніста
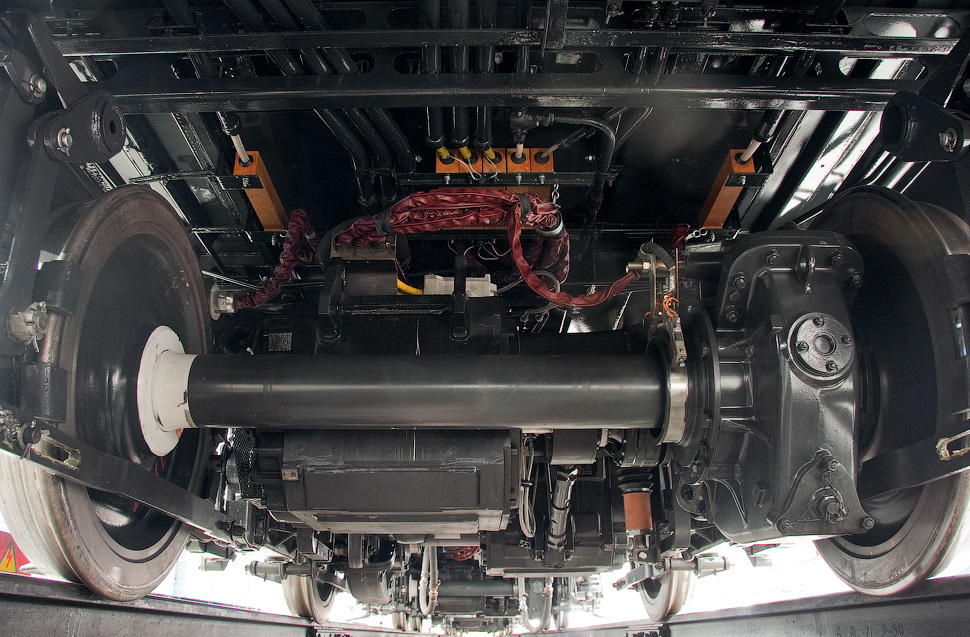
Колеса
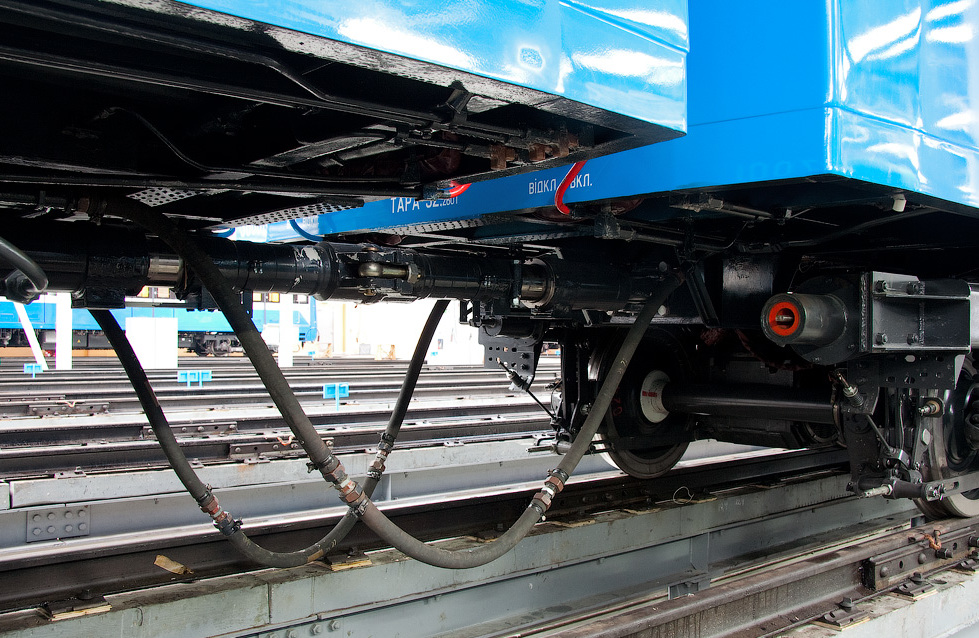
Міжвагонне скріплення

Поїзд у Харкові
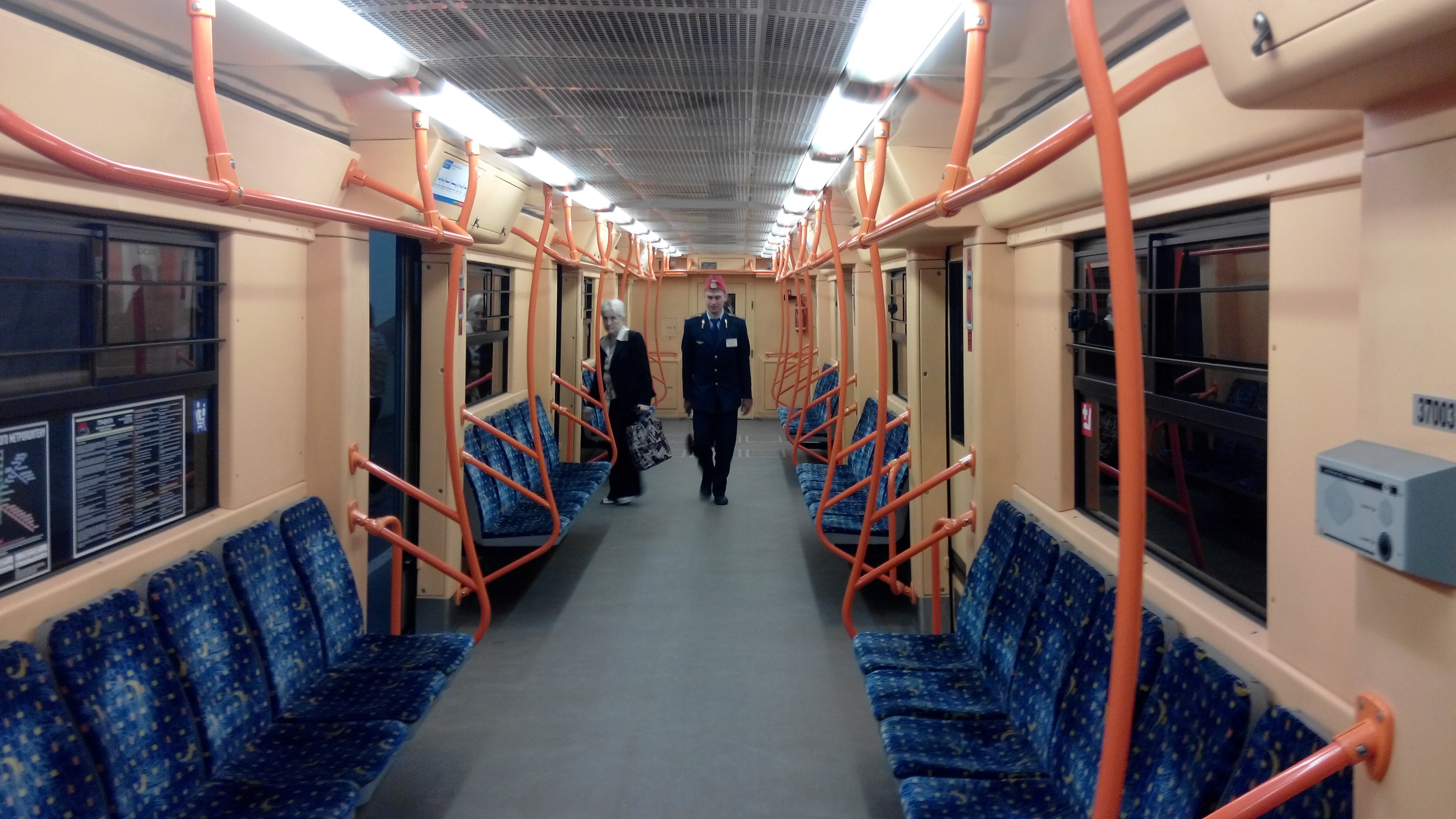
Внутрішній інтер'єр вагону
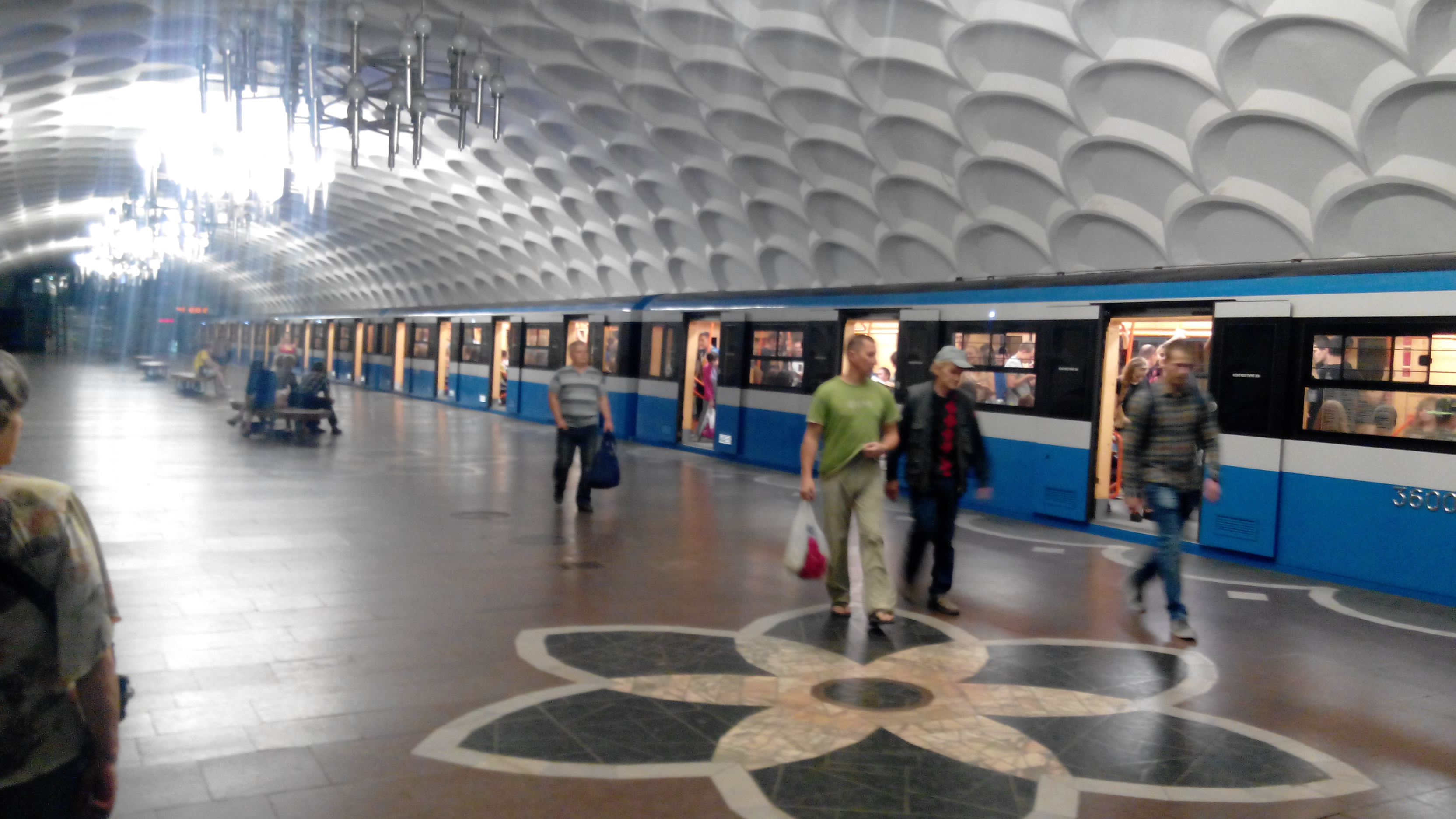
Поїзд на станції «Київська»